# Epiphragma subobsoletum
Epiphragma subobsoletum là một loài ruồi trong họ Limoniidae. Chúng phân bố ở miền Cổ bắc.